# Комон-сюр-Орн
Комо́н-сюр-Орн (фр. Caumont-sur-Orne) — коммуна во Франции, находится в регионе Нижняя Нормандия. Департамент коммуны — Кальвадос. Входит в состав кантона Тюри-Аркур. Округ коммуны — Кан.
Код INSEE коммуны — 14144.

## Население
Население коммуны на 2010 год составляло 84 человека.
| 1962 | 1968 | 1975 | 1982 | 1990 | 1999 | 2010 |
| ---- | ---- | ---- | ---- | ---- | ---- | ---- |
| 76   | 66   | 59   | 65   | 69   | 75   | 84   |

## Экономика
В 2010 году среди 62 человек трудоспособного возраста (15—64 лет) 44 были экономически активными, 18 — неактивными (показатель активности — 71,0 %, в 1999 году было 77,4 %). Из 44 активных жителей работали 41 человек (23 мужчины и 18 женщин), безработных было 3 (1 мужчина и 2 женщины). Среди 18 неактивных 8 человек были учениками или студентами, 7 — пенсионерами, 3 были неактивными по другим причинам.